# Ricardo Nunes
Ricardo Nuno dos Santos Nunes (ur. 18 czerwca 1986 w Johannesburgu) – południowoafrykański piłkarz portugalskiego pochodzenia grający na pozycji lewego obrońcy, opcjonalnie lewego pomocnika.

## Kariera klubowa
Swoją karierę piłkarską Nunes rozpoczął w juniorach GD Estoril-Praia. Następnie w 2002 roku podjął treningi w Benfice. W latach 2003–2006 grał w rezerwach tego klubu. W 2006 roku odszedł do greckiego trzecioligowca, AS Lamia i grał w nim w sezonie 2006/2007.
Latem 2007 Nunes przeszedł do cypryjskiego AEP Pafos. W 2008 roku odszedł do Arisu Limassol. W sezonie 2008/2009 awansował z nim z drugiej do pierwszej ligi. Wiosną 2010 występował w Olympiakosie Nikozja.
Latem 2010 Nunes wrócił do Portugalii. W sezonie 2010/2011 grał w CD Trofense, a w rundzie jesiennej sezonu 2011/2012 - w Portimonense SC.
W 2012 roku Nunes został piłkarzem klubu MŠK Žilina. Zadebiutował w nim 27 marca 2012 w zremisowanym 1:1 wyjazdowym spotkaniu z FC Zlaté Moravce. W sezonie 2011/2012 wywalczył z Žiliną mistrzostwo i Puchar Słowacji. Następnie pół roku spędził w Lewskim Sofia. We wrześniu 2014 roku podpisał kontrakt ze szczecińską Pogonią, w której grał do końca sezonu 2019/20. Nosił numer 77 na koszulce klubowej.

## Statystyki kariery
Aktualne na 17 czerwca 2021 roku
| Klub               | Sezon              | Liga               | Liga  | Liga   | Puchar kraju Puchar ligi | Puchar kraju Puchar ligi | Liga Mistrzów Liga Europy | Liga Mistrzów Liga Europy | Suma  | Suma   |
| Klub               | Sezon              | Liga               | Mecze | Bramki | Mecze                    | Bramki                   | Mecze                     | Bramki                    | Mecze | Bramki |
| ------------------ | ------------------ | ------------------ | ----- | ------ | ------------------------ | ------------------------ | ------------------------- | ------------------------- | ----- | ------ |
| SL Benfica B       | 2005/2006          | III Divisão        | 23    | 1      | –                        | –                        | –                         | –                         | 23    | 1      |
| PAS Lamia 1964     | 2006/2007          | Gamma Ethniki      | 30    | 0      | –                        | –                        | –                         | –                         | 30    | 0      |
| AEP Pafos          | 2007/2008          | B'                 | 25    | 2      | –                        | –                        | –                         | –                         | 25    | 2      |
| Aris Limassol      | 2008/2009          | B'                 | 25    | 7      | –                        | –                        | –                         | –                         | 25    | 7      |
| Aris Limassol      | 2009/2010 (j.)     | B'                 | 7     | 0      | –                        | –                        | –                         | –                         | 7     | 0      |
| Aris Limassol      | Łącznie w Arisie   | Łącznie w Arisie   | 32    | 7      | –                        | –                        | –                         | –                         | 32    | 7      |
| Olympiakos Nikozja | 2009/2010(w.)      | B'                 | 12    | 1      | –                        | –                        | –                         | –                         | 12    | 1      |
| CD Trofense        | 2010/2011          | Segunda Liga       | 7     | 0      | –                        | –                        | –                         | –                         | 7     | 0      |
| Portimonense SC    | 2011/2012 (j.)     | Segunda Liga       | 17    | 0      | 8                        | 0                        | –                         | –                         | 25    | 0      |
| MŠK Žilina         | 2011/2012 (w.)     | Corgoň liga        | 15    | 0      | 2                        | 0                        | –                         | –                         | 17    | 0      |
| MŠK Žilina         | 2012/2013          | Corgoň liga        | 26    | 2      | 5                        | 1                        | 1                         | 0                         | 32    | 3      |
| MŠK Žilina         | 2013/2014 (j.)     | Corgoň liga        | 10    | 0      | –                        | –                        | 2                         | 0                         | 12    | 0      |
| MŠK Žilina         | Łącznie w Žilinie  | Łącznie w Žilinie  | 51    | 2      | 7                        | 1                        | 3                         | 0                         | 61    | 3      |
| Lewski Sofia       | 2013/2014 (w.)     | A grupa            | 9     | 0      | 2                        | 0                        | –                         | –                         | 11    | 0      |
| Pogoń Szczecin     | 2014/2015          | Ekstraklasa        | 22    | 0      | –                        | –                        | –                         | –                         | 22    | 0      |
| Pogoń Szczecin     | 2015/2016          | Ekstraklasa        | 22    | 1      | 1                        | 0                        | –                         | –                         | 23    | 1      |
| Pogoń Szczecin     | 2016/2017          | Ekstraklasa        | 32    | 2      | 6                        | 2                        | –                         | –                         | 38    | 4      |
| Pogoń Szczecin     | 2017/2018          | Ekstraklasa        | 32    | 2      | 2                        | 0                        | –                         | –                         | 34    | 2      |
| Pogoń Szczecin     | 2018/2019          | Ekstraklasa        | 20    | 0      | 1                        | 0                        | -                         | -                         | 21    | 0      |
| Pogoń Szczecin     | 2019/2020          | Ekstraklasa        | 15    | 1      | -                        | -                        | -                         | -                         | 15    | 1      |
| Pogoń Szczecin     | Łącznie w Pogoni   | Łącznie w Pogoni   | 143   | 6      | 10                       | 2                        | –                         | –                         | 153   | 8      |
| Łącznie w karierze | Łącznie w karierze | Łącznie w karierze | 349   | 19     | 27                       | 3                        | 3                         | 0                         | 379   | 22     |

## Kariera reprezentacyjna
W reprezentacji Republiki Południowej Afryki Nunes zadebiutował 12 października 2012 roku w przegranym 0:1 towarzyskim meczu z Polską, rozegranym w Warszawie.
W swojej karierze Nunes grał w reprezentacji Portugalii U-17.